# Jim McLaughlin
Pour les articles homonymes, voir McLaughlin.
Jim McLaughlin, né le 20 décembre 1940 à Derry (Irlande du Nord) et mort le 15 août 2024, est un footballeur international nord-irlandais jouant comme attaquant, devenu ensuite entraîneur.

## Sa carrière de joueur
L’ailier gauche Jim McLaughlin apparait dans le championnat d'Irlande du Nord de football à l’âge de 16 ans dans les rangs de l’équipe de Derry City FC. Dès sa première saison il marque 16 buts, devenant très vite la star de l’équipe. Au cours de l’été 1958, il signe un contrat d’apprenti avec le club anglais de Birmingham City contre une indemnisation de 4 000£ pour son club. Il ne fait toutefois pas ses débuts en championnat professionnel anglais avant 1960 et son transfert pour Shrewsbury Town en quatrième division anglaise. Il est capable de tenir tous les postes d’attaque mais sa prédilection va pour le poste d’ailier gauche.
Avec 22 buts lors de chacune des deux premières saisons sous les couleurs de Shrewsbury attirent l’attention du sélectionneur nord-irlandais Peter Doherty. Il le sélectionne et lui donne le rôle de remplaçant de l’ailier gauche titulaire, Peter McParland. Il fait ses grands débuts en équipe d'Irlande du Nord de football en octobre 1961 et marque immédiatement son premier but. Le match, joué contre l’équipe d'Écosse de football se solde néanmoins par une lourde défaite, 6-1.
Son deuxième match international est un match contre la Grèce. Il y réalise son premier doublé. Son second doublé est marqué lors d’un match contre l’équipe d'Angleterre de football alors que celle-ci avait déjà par 4 buts d’avance. Les Irlandais du Nord reviennent finalement à 4-3. La performance de McLoughlin est d’autant plus impressionnante qu’il souffre  d’une grave blessure à l’épaule.
En mai 1963, le club de Swansea City qui joue alors en deuxième division le recrute pour la somme record pour le club de 16 000£. Sa première saison au Pays de Galles est un mélange de rêve et de cauchemar. En Coupe d'Angleterre de football, Swansea bat successivement Stoke City et Liverpool FC contre lesquels McLaughlin marque le but de la victoire. En demi-finale, Swansea rencontre Preston North End à Villa Park. Lors du match McLaughlin tire trois fois sur les poteaux et marque le seul but de son équipe. Preston se qualifie sur le score de 2 buts à 1 grâce à un penalty controversé. La saison de championnat est moins heureuse, Swansea se sauve de la relégation en troisième division pour juste un point.
L’histoire de Jim McLaughlin avec Swansea connait alors des hauts et des bas. En 1965 Swansea descend en troisième division. L’année suivante McLaughlin remporte son premier trophée en battant Chester en finale de la Coupe Galloise. En championnat il marque 20 buts. Il obtient aussi sa douzième et dernière sélection en équipe nationale
Un court passage dans le club de Peterborough United précède son retour à Shrewsbury Town. Lors de sa première saison à Shrewsbury, le club manque de peu sa promotion en deuxième division en terminant à la troisième place. Les saisons suivantes sont plus décevantes, le club termine dans la deuxième partie du classement, le club luttant contre la relégation. McLaughlin retourne à Swansea en novembre 1972. En grave difficultés financières, le club  change de nom et demande à McLaughlin de devenir entraineur adjoint et plus tard secrétaire du club. Il ne peut empêcher le club de sombrer en quatrième division. C’est là qu’il dispute le 3 novembre 1973 son 461e match de championnat. C’est une défaite 3-1 contre Doncaster Rovers.

## Sa carrière d’entraîneur
Après 16 ans et demi passés en Angleterre, Jim McLaughlin quitte la Grande Bretagne et accepte un poste d’entraîneur joueur dans le club irlandais de Dundalk FC. C’est le début de sa carrière d’entraîneur.
Les neuf années passées à Dundalk sont des réussites. McLoughlin guide son équipe vers trois titres de champion d’Irlande et trois victoires en Coupe d’Irlande, y compris un doublé Coupe /Championnat lors de la saison 1978-1979. Le parcours de Dundalk en Coupe d’Europe est lui aussi plus que satisfaisant : lors de la saison 1979-1980, Dundalk se qualifie pour les 8e de finale et réussit à accrocher le Celtic Glasgow (défaite 3-2 en Écosse et match nul 0-0 à Dundalk). La saison suivante la campagne en Coupe des Coupes est tout aussi belle avec une nouvelle qualification en 8e de finale. Dundalk perd cette fois-ci contre Tottenham Hotspur (3-2 sur l’ensemble des deux matchs).
Le 21 juin 1983 Jim Mc Loughlin signe en tant que Manager du club des Shamrock Rovers et conduit le club de Glenmalure Park vers le gain de trois championnats d’Irlande et deux Coupes d’Irlande en trois ans, avec deux doublés consécutifs.
Le 13 mai 1986, il quitte les Rovers pour retourner dans sa ville natale pour diriger le Derry City FC qui vient juste d’intégrer le championnat irlandais. Dès sa première saison il fait monter le club en première division avant, deux ans plus tard, de réussir à remporter le Championnat d'Irlande de football 1988-1989. Cette saison est l’apothéose pour Derry car le club s’empare de trois trophées : le championnat, la Coupe d’Irlande et la Coupe de la Ligue d'Irlande de football.
Il dirige ensuite Shelbourne FC avec un titre de champion à la clé en 1992 puis prend en charge le club de Drogheda United où il reste trois saisons pour lui permettre en 1994-1995 de monter en première division.
Il retourne enfin à Dundalk FC avant de mettre un terme à sa carrière d’entraîneur en 1999
Jim McLaughlin a aussi eu en charge l’équipe olympique d’Irlande.
En 1986 il a été élu entraîneur de l’année. En février 2002, il a reçu de la part de la FAI, l’Association irlandaise de football le Special Merit Award en reconnaissance de son action et de son dévouement au football irlandais.

## Décès
Jim McLaughlin meurt le 15 août 2024 à l'âge de 83 ans.

## Palmarès

### Joueur
- Coupe galloise
  - Swansea City  :1966

- Coupe d'Irlande de football
  - Dundalk FC :1977

### Entraîneur
- Championnat d'Irlande de football : 8
  - Dundalk FC : 1975/76, 1978/79, 1981/82
  - Shamrock Rovers: 1983/84, 1984/85, 1985/86
  - Derry City FC  : 1988/89
  - Shelbourne FC :  1991/92
- Coupe d'Irlande de football: 6
  - Dundalk FC : 1977, 1979, 1981
  - Shamrock Rovers FC : 1985, 1986
  - Derry City FC :  1989
- Coupe de la Ligue d'Irlande de football: 3
  - Dundalk FC : 1977/78, 1980/81
  - Derry City FC : 1988/89

## Sources
- The Hoops par Paul Doolan and Robert Goggins  (ISBN 0-7171-2121-6)